# John Morrison (cestista)
John Russell Morrison (Roselle Park, 2 maggio 1945) è un ex cestista e allenatore di pallacanestro statunitense, professionista nella ABA.

## Carriera
È stato selezionato dai St. Louis Hawks al sesto giro del Draft NBA 1967 (61ª scelta assoluta).